# Alexandria Loutitt
Alexandria Loutitt (* 7. Januar 2004 in Calgary, Alberta) ist eine kanadische Skispringerin. Bei den Nordischen Skiweltmeisterschaften 2023 in Planica wurde sie Weltmeisterin auf der Großschanze.

## Werdegang
Alexandria Loutitt startet für den kanadischen Altius Nordic Ski Club. In der Saison 2019/20 trainierte sie jedoch mehrere Monate beim Skiclub Partenkirchen.
Loutitt startete zunächst bei vier Wettbewerben im Rahmen des FIS Cups, und zwar am 5. und 6. Oktober 2019 sowie am 15. und 16. Februar 2020 in Villach, wo sie die Plätze 20 und 19 sowie 14 und 15 belegte. Am 22. Februar 2020 erfolgte mit Loutitts Start als Teil der kanadischen Mannschaft im Teamwettbewerb von Ljubno zugleich ihr Debüt im Skisprung-Weltcup, bei dem sie gemeinsam mit Natalie Eilers, Natasha Bodnarchuk und Abigail Strate den zehnten Platz belegte. Bei den Nordischen Junioren-Skiweltmeisterschaften 2020 in Oberwiesenthal belegte sie den 31. Platz.
Bei den Nordischen Skiweltmeisterschaften 2021 in Oberstdorf wurde sie von der Großschanze 38. Mit dem kanadischen Damenteam wurde sie Elfte und mit der Mixed-Staffel Zehnte. Am 5. Dezember 2021 konnte sie im norwegischen Lillehammer als 14. erstmals Weltcuppunkte sammeln.
Bei den Olympischen Winterspielen 2022 in Peking gewann sie mit dem kanadischen Mixed-Team gemeinsam mit Abigail Strate, Matthew Soukup und MacKenzie Boyd-Clowes die Bronzemedaille hinter Slowenien und dem Team aus Russland. Bei den Nordischen Junioren-Skiweltmeisterschaften 2022 im polnischen Zakopane gewann sie im Einzelspringen hinter den Sloweninnen Nika Prevc und Taja Bodlaj die Bronzemedaille.
In der Weltcup-Saison 2022/23 feierte Loutitt am 13. Januar 2023 auf der Zaō-Schanze in Yamagata ihren ersten Weltcupsieg, was zudem auch ihre erste Podestplatzierung im Weltcup war. Die 19-Jährige war damit die erste kanadische Skispringerin, die einen Wettbewerb im Skisprung-Weltcup gewann. Bei den Nordischen Skiweltmeisterschaften in Planica wurde sie auf der Normalschanze 26. im Einzel und Sechste mit der kanadischen Mannschaft. Auf der Großschanze erzielte sie mit der Goldmedaille im Einzel den ersten Weltmeistertitel für Kanada im Skispringen.
Am 17. Mai 2023 wurden Loutitt und Laurence St-Germain von der Canadian Snowsports Association der John Semmelink Memorial Award zuerkannt.

## Privates
Sie ist mit dem österreichischen Skispringer Daniel Tschofenig liiert.

## Erfolge

### Weltcupsiege im Einzel
| Nr. | Datum           | Ort      | Typ           |
| --- | --------------- | -------- | ------------- |
| 1.  | 13. Januar 2023 | Yamagata | Normalschanze |
| 2.  | 18. Januar 2025 | Sapporo  | Großschanze   |

## Statistik

### Weltcup-Platzierungen
| Saison  | Platz | Punkte |
| ------- | ----- | ------ |
| 2021/22 | 32.   | 0094   |
| 2022/23 | 13.   | 0547   |
| 2023/24 | 03.   | 1030   |
| 2024/25 | 10.   | 0681   |

### Grand-Prix-Platzierungen
| Saison | Platz | Punkte |
| ------ | ----- | ------ |
| 2021   | 44.   | 0021   |
| 2023   | 03.   | 0322   |
| 2024   | 16.   | 0089   |

### Continental-Cup-Platzierungen
| Saison  | Platz | Punkte |
| ------- | ----- | ------ |
| 2020/21 | 14.   | 0038   |
| 2021/22 | 35.   | 0110   |

### Schanzenrekorde
| Schanze (Hillsize)          | Ort     | Land       | Weite   | aufgestellt am    | Rekord bis     |
| --------------------------- | ------- | ---------- | ------- | ----------------- | -------------- |
| Villacher Alpenarena (HS98) | Villach | Österreich | 097,5 m | 27. Dezember 2022 | 5. Januar 2025 |